# Les Sims 2 : Nuits de folie
 (février 2009).
Les Sims 2 : Nuits de folie (The Sims 2: Nightlife) est la seconde extension réalisée pour le jeu vidéo Les Sims 2. Cet addiciel se base sur le thème de la fête comme celui qui avait été créé pour Les Sims 1 : Les Sims : Surprise-Partie. La majorité des nouveautés, notamment l'ajout de nouveaux lieux publics, concernent ce domaine.

## Nouveautés
- Les Sims ont dorénavant accès à un centre-ville qui se greffe au quartier et dans lequel ils pourront sortir (restaurants, boîtes de nuits, ...).
- Cette extension ajoute de nouveaux objets (près de 125), de nouveaux personnages (vampire, entremetteuse) et des interactions inédites.
- Les Sims disposent désormais de leur propre véhicule.
- On retrouve également la possibilité d'effectuer des rendez-vous amoureux (comme dans l'ancienne extension Les Sims : et plus si affinités)
- Possibilité de choisir les préférences et les « tue l'amour » de son Sims vis-à-vis des autres (les préférences et les tue-l'amour des Sims sont choisis à la création et peuvent être modifiés grâce à l'Orbe Sensoubli).